# Snittvariant
Snittvariant (eller, den äldre benämningen efter då blytyper användes i tryckningsprocessen, typsort) benämns den uppsättning av bokstäver, siffror och tecken som är en del av samma typsnitt, men som har olika alternativa utföranden. På engelska motsvaras ordet av font, vilket framför allt inom IT-kretsar ibland även används i svenskan.
Snittvarianterna sorteras efter:
- teckeninklination
  - rak stil
  - kursiv
  - oblik eller lutande

- teckenvidd
  - smal
  - normal
  - bred

samt
- teckengrovlek ("vikt")
  - mager
  - normal
  - halvfet
  - fet
  - extrafet